# الملتزم (فلم)
الملتزم (بالإيطالية: Il conformista) هو فيلم دراما سياسي من إنتاج عام 1970 وإخراج برناردو برتولوتشي عن رواية بنفس العنوان من تأليف ألبيرتو مورافيا. الفيلم من بطولة جان لوي ترنتنيان وستيفانيا سندريلي وكان الفيلم من إنتاج مشترك لشركات إيطالية، فرنسية وغرب ألمانية.

## روابط خارجية
- مقالات تستعمل روابط فنية بلا صلة مع ويكي بيانات